# 共生新党
共生新党（きょうせいしんとう、略称：共生）は、日本にかつて存在した政治団体。

## 略史
2007年の東京都知事選挙に黒川紀章（党首）が立候補した際、確認団体たる政治団体として東京都選挙管理委員会に届け出た（マスメディアは諸派扱い）。同年7月22日投開票予定の第21回参議院議員通常選挙において、選挙区・比例区の双方で候補者を擁立することを5月25日に表明。参院選に自身を含む選挙区5名、比例区5名の候補を擁立したが、全員落選した。
黒川は、次期衆院選にも候補を擁立し、自らも東京18区から出馬する予定だったが、2007年10月12日に黒川本人が逝去したことにより、実現できなかった。
黒川個人の私設政党のようなものであり、その逝去によって事実上解党した（公式ホームページもドメインが停止され閉鎖された）。

## 政策
- 「経済と文化」「都市と自然」「健常者と身障者」「世代」「東京と地方」「科学技術と芸術」「歴史と現代」「多様な文化」「グローバリズムとローカリズム」の9つの「共生」を掲げ「安全で、活気のある美しい日本」を創ることを党是としていた。
- 東京都知事選に際して「東京防災計画緊急提言」を公表。また、石原慎太郎が推進している築地市場の豊洲への移転に反対の立場を表明した。
- 党名にある「共生」は、黒川が在学した東海中学校・高等学校及びその母体である学校法人東海学園、浄土宗の教えから取られたものである。

## 特徴
- 党員資格は中学生以上であることを条件とし、国籍は不問。電子メールまたは郵便・ファクシミリで入党の意思を表明した時点で手続きが完了し、入会金・年会費等も一切不要としていた。また、他の党に党籍を置いたままでも入党でき、民主党の原口一博は、「二重党籍でもいいから」と勧誘されたことを明かしている。
- テリー伊藤を幹事長に勧誘していたが叶わなかった。
- 第21回参院選の選挙報道で、『朝日新聞』とテレビ朝日は、確認団体として候補を立てた11党中、共生新党を唯一与党でも野党でもない「その他」として扱った。

## 共生新党公認候補
2007年第21回参議院議員通常選挙
- 選挙区
  - 黒川紀章（東京都選挙区）新 建築家
  - 荒川厚太郎（愛知県選挙区）新 黒川氏秘書・貿易会社経営
  - 武藤博光（茨城県選挙区）新 元那珂町議会議員
  - 秀南高行（福岡県選挙区）新 経営コンサルタント
  - 井野元裕（宮崎県選挙区）新 不動産業・農業
- 比例代表
  - 若尾文子 新 女優
  - 小川卓也 新 元アメリカ大使館上席商務官
  - 関根博之 新 元台東区議会議員
  - 白石茂樹 新 NPO法人理事
  - 柏田清光 新 不動産業